# Geocrypta rostriformis
Geocrypta rostriformis är en tvåvingeart som beskrevs av Fedotova 1997. Geocrypta rostriformis ingår i släktet Geocrypta och familjen gallmyggor. Inga underarter finns listade i Catalogue of Life.